# Championnat du Zimbabwe de football 2019
Navigation
Édition précédente Édition suivante
La saison 2019 du Championnat du Zimbabwe de football est la cinquante-septième édition de la première division professionnelle au Zimbabwe à poule unique, la National Premier Soccer League. Dix-huit clubs prennent part au championnat qui prend la forme d'une poule unique où toutes les équipes se rencontrent deux fois au cours de la saison. En fin de saison, les quatre derniers du classement sont directement relégués et remplacés par les quatre vainqueurs des poules régionales de Division One. Le FC Platinum défend son titre acquis en 2018.

## Les clubs participants
| Nom du club                   | Ville      | Entraîneur | Stade           | Capacité | Classement 2017-18    |
| ----------------------------- | ---------- | ---------- | --------------- | -------- | --------------------- |
| Football Club Platinum        | Zvishavane |            | Mandava Stadium | 15 000   | 1er                   |
| Ngezi Platinum Football Club  |            |            |                 |          | 2e                    |
| Chicken Inn Football Club     | Bulawayo   |            | Luveve Stadium  | 15 000   | 3e                    |
| Triangle Football Club        |            |            |                 |          | 4e                    |
| Highlanders Football Club     | Bulawayo   |            | Barbour Fields  | 40 000   | 5e                    |
| Herentals Football Club       |            |            |                 |          | 6e                    |
| Black Rhinos Football Club    | Harare     |            | Rufaro Stadium  | 30 000   | 7e                    |
| CAPS United                   | Harare     |            | Rufaro Stadium  | 30 000   | 8e                    |
| Harare City Football Club     | Harare     |            |                 |          | 9e                    |
| ZPC Kariba Football Club      |            |            |                 |          | 10e                   |
| Dynamos Football Club Harare  | Harare     |            |                 |          | 11e                   |
| Yadah Stars Football Club     |            |            |                 |          | 12e                   |
| Bulawayo City Football Club   | Bulawayo   |            |                 |          | 13e                   |
| Chapungu United Football Club | Gweru      |            | Ascot Stadium   | 5 000    | 14e                   |
| Hwange Football Club          | Hwange     |            |                 |          | Promu de Division One |
| Manica Diamonds Football Club |            |            |                 |          | Promu de Division One |
| TelOne Football Club          |            |            |                 |          | Promu de Division One |
| Mushowani Stars Football Club |            |            |                 |          | Promu de Division One |

## Compétition
Le barème de points servant à établir le classement se décompose ainsi :
- Victoire : 3 points
- Match nul : 1 point
- Défaite : 0 point

### Classement
| Rang | Équipe                  | Pts | J  | G  | N  | P  | Bp | Bc | Diff |
| ---- | ----------------------- | --- | -- | -- | -- | -- | -- | -- | ---- |
| 1    | FC Platinum T           | 62  | 34 | 17 | 11 | 6  | 34 | 15 | +19  |
| 2    | Chicken Inn             | 59  | 34 | 17 | 8  | 9  | 49 | 28 | +21  |
| 3    | CAPS United             | 58  | 34 | 17 | 7  | 10 | 53 | 42 | +11  |
| 4    | Ngezi Platinum          | 49  | 34 | 12 | 13 | 9  | 28 | 23 | +5   |
| 5    | Manica Diamonds P       | 47  | 34 | 12 | 11 | 11 | 35 | 33 | +2   |
| 6    | HighlandersC            | 46  | 34 | 10 | 16 | 8  | 30 | 26 | +4   |
| 7    | Triangle United         | 46  | 34 | 13 | 7  | 14 | 44 | 43 | +1   |
| 8    | ZPC Kariba FC           | 46  | 34 | 12 | 10 | 12 | 29 | 31 | -2   |
| 9    | Dynamos                 | 44  | 14 | 9  | 17 | 8  | 28 | 28 | 0    |
| 10   | Black Rhinos FC         | 44  | 34 | 11 | 11 | 12 | 26 | 30 | -4   |
| 11   | Herentals Football Club | 41  | 34 | 8  | 17 | 9  | 31 | 34 | -3   |
| 12   | Harare City             | 41  | 34 | 11 | 8  | 15 | 35 | 39 | -4   |
| 13   | Bulawayo Chiefs         | 41  | 34 | 11 | 8  | 15 | 33 | 34 | -1   |
| 14   | Yadah Stars             | 41  | 34 | 10 | 11 | 13 | 34 | 46 | -12  |
| 15   | Chapungu United         | 40  | 34 | 9  | 13 | 12 | 32 | 33 | -1   |
| 16   | TelOne Football Club P  | 40  | 34 | 8  | 16 | 10 | 32 | 35 | -3   |
| 17   | Hwange FC P             | 37  | 34 | 8  | 13 | 13 | 30 | 40 | -10  |
| 18   | Mushowani Stars P       | 33  | 34 | 8  | 9  | 17 | 36 | 49 | -13  |

|  | Qualification pour la Ligue des champions 2020-2021                                 |
|  | Qualification pour la Coupe de la confédération 2020-2021                           |
|  | Relégation en deuxième division                                                     |
|  | T : Tenant du titre C : Vainqueur de la Coupe du Zimbabwe P : Promu de Division One |

## Bilan de la saison
| Championnat du Zimbabwe de football 2019 |                                   |
| Champion                                 | Football Club Platinum (3e titre) |
| Coupes et trophées                       |                                   |
| Vainqueur de la Coupe du Zimbabwe 2019   | Highlanders Football Club         |
| Qualifications continentales             |                                   |
| Ligue des champions 2020-2021            | Football Club Platinum            |
| Coupe de la confédération 2020-2021      | Highlanders Football Club         |
| Promotions et relégations                |                                   |
| Promus en National Premier Soccer League |                                   |
| Relégués en Division One                 |                                   |